# انولا
انولا (به انگلیسی: Anola) یک شهرک در کانادا است که در منیوبا واقع شده‌است. انولا ۳٬۰۸۰ نفر جمعیت دارد و ۲۵۵٫۴۳ متر بالاتر از سطح دریا واقع شده‌است.